# Jisr az-Zarqa
Jisr az-Zarqa (àrab: جـِسـْر الزرقاء, Jisr az-Zarqāʾ; hebreu: ג'סר א-זרקא‎) és un consell local del districte de Haifa d'Israel. El municipi, de població majoritàriament àrab, es troba a la plana de Saron, a la costa mediterrània, al nord de la localitat de Cesarea. Va obtenir l'estatus de consell local el 1963. El nom, que en àrab significa pont sobre el [corrent] blau, fa referència al rierol Tanninim.

## Història
Jisr az-Zarqa és l'única vila àrab a Israel que es troba a la riba de la mar Mediterrània (tot i que a altres ciutats costaneres com ara Acó, Haifa i Jafa també hi ha una població àrab nombrosa). Malgrat que abans de l'establiment de l'estat d'Israel hi havia dotzenes de viles àrabs a la costa, a causa de la guerra araboisraeliana de 1948 la major part de la població àrab d'aquests pobles es va veure obligada a fugir i aquests poblats van ser o bé destruïts o bé repoblats per immigrants jueus nouvinguts. La pressió dels habitants jueus de les ciutats properes de Zikhron Yaaqov i Binyamina, que necessitaven els habitants de Jisr az-Zarqa i Fureidis per al treball agrícola, van evitar que les autoritats israelianes en desplacessin els habitants.

## Característiques demogràfiques
Els habitants de Jisr az-Zarqa tenen el salari més baix de tot Israel, amb 3.800 nous xéquels al mes. Segons l'Oficina Central d'Estadística d'Israel (CBS), Jisr az-Zarqa té la taxa de fracàs escolar més alta del país, amb un 12%.

## Fets recents
- El 1998 es dugué a terme el primer trasplantament múltiple de ronyó entre una parella de Jisr az-Zarqa i una parella de Jerusalem.[5]
- Un motorista jueu va resultar mort després que li llancessin una pedra quan circulava per l'autopista de Haifa a Tel-Aviv a l'altura de Jisr az-Zarqa. Aquest fet és considerat generalment com la primera víctima de la intifada d'Al-Aqsa. En un primer moment es van arrestar quatre nois de la vila, però tres van ser deixats en llibertat per falta de proves i al quart se li imposà arrest domiciliari.[6][7]
- Durant la intifada, un palestí suïcida feu explotar una bomba a Aful·la que matà un habitant àrab de Jisr az-Zarqa.[7]

## El terraplè de Cesarea
El novembre de 2002, les autoritats de Cesarea van iniciar la construcció d'un terraplè al corredor de 160 m d'amplària que separa les poblacions de Jisr az-Zarqa i Cesarea, un dels nuclis urbans més rics i exclusius d'Israel. La construcció començà sense haver-ne informat prèviament l'ajuntament de Jisr az-Zarqa. La raó que adueixen les autoritats de Cesarea és que el mur de sorra reduïrà el soroll provinent de Jisr az-Zarqa (muetzins, salves de celebració, etc.). Un altre dels motius són els robatoris freqüents per part d'habitants de Jisr az-Zarqa i la protecció del valor econòmic de les propietats immobiliàries de Cesarea, que es veu reduït per la proximitat amb Jisr az-Zarqa.
Els habitants de Jisr az-Zarqa, en canvi, opinen que el terraplè d'entre 4 i 5 metres d'alçada i d'entre 1 i 1,5 km de llargària és una "barrera racista". Es queixen que amb un parc nacional al nord, el terraplè al sud, una autopista a l'est i el mar a l'oest, no els queda gaire espai per a poder desenvolupar el poble i que han quedat aïllats de la resta de la regió.